# ザ・バッド・プラス ジョシュア・レッドマン
『ザ・バッド・プラス ジョシュア・レッドマン』（The Bad Plus Joshua Redman）は、ジョシュア・レッドマンとザ・バッド・プラスが2015年に連名で発表したスタジオ・アルバム。

## 背景
ザ・バッド・プラスは2011年、ニューヨークのブルーノートでジョシュア・レッドマンと共演を果たし、それが本作の制作のきっかけとなった。「ダーティー・ブロンド」と「サイレンス・イズ・ザ・クエスチョン」は、ザ・バッド・プラスが過去に発表した曲の再演で、残りの曲はいずれも参加メンバーが書き下ろしたオリジナル曲である。
7月29日発売の日本盤CD (WPCR-16651)には、ボーナス・トラックが1曲追加収録された。

## 反響・評価
アメリカの『ビルボード』のジャズ・アルバム・チャートでは、最高8位を記録した。Matt Collarはオールミュージックにおいて5点満点中4点を付け「独立した2組のコラボレーションというよりは、むしろ結束したバンドの確信的な作品として響く」と評している。

## 収録曲
1. アズ・ディス・モーメント・スリップス・アウェイ - "As This Moment Slips Away" (Reid Anderson) - 6:52
2. ビューティー・ハズ・イッツ・ハード - "Beauty Has It Hard" (David King) - 7:00
3. カウンティー・シート - "County Seat" (Ethan Iverson) - 3:03
4. ザ・メンディング - "The Mending" (Joshua Redman) - 4:10
5. ダーティー・ブロンド - "Dirty Blonde" (R. Anderson) - 5:32
6. フェイス・スルー・エラー - "Faith Through Error" (E. Iverson) - 3:18
7. ラック・ザ・フェイス・バット・ノット・ザ・ワイン - "Lack the Faith But Not the Wine" (R. Anderson) - 7:13
8. 敵味方 - "Friend or Foe" (J. Redman) - 8:36
9. サイレンス・イズ・ザ・クエスチョン - "Silence Is the Question" (R. Anderson) - 13:30

### 日本盤ボーナス・トラック
1. アンダーシー・リフレクション - "Undersea Reflection" (R. Anderson)

## 参加ミュージシャン
- ザ・バッド・プラス
  - イーサン・アイヴァーソン - ピアノ
  - リード・アンダーソン - ベース
  - デヴィッド・キング - ドラムス
- ジョシュア・レッドマン - テナー・サクソフォーン